# Gavriil Pribylov

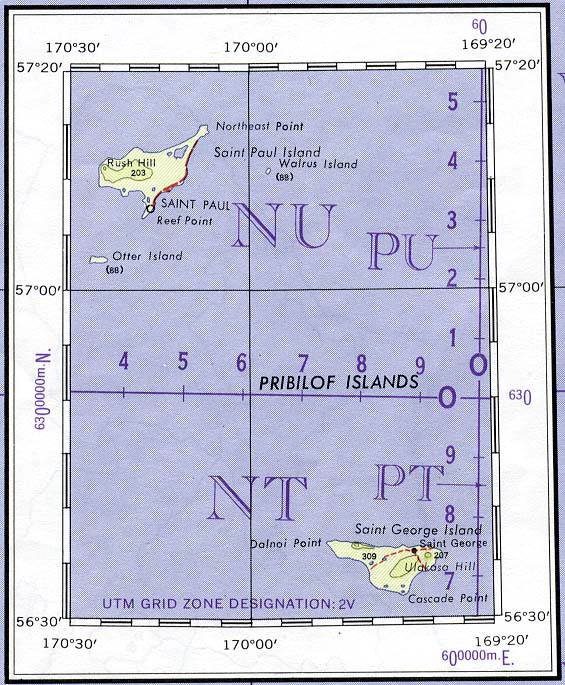
Ostrovy svatého Jiří a svatého Pavla, které v roce 1786 Pribylov objevil, okolní malé ostrůvky byly později pojmenovaný po něm.

Gavriil Loginovič Pribylov, také Gavriel Pribilof, (rusky Гавриил Логинович Прибылов) (? – 1796) byl ruský mořeplavec, který ve službách Grigorije Šelechova zkoumal Beringovo moře, hlavně možnosti lovu lachtanů. V roce 1788 objevil ostrovy sv. Jiří a sv. Pavla. Ostrovy a okolní malé ostrůvky, nyní nesou jeho jméno Pribilovovy ostrovy.